# Hokej na ledu na Zimskih olimpijskih igrah 1928
Hokej na ledu je bil na Zimskih olimpijskih igrah 1928 tretjič olimpijski šport. Hokejski olimpijski turnir je potekal med 11. in 19. februarjem 1928. Zlato medaljo je tretjič zapored osvojila kanadska reprezentanca, srebrno švedska, bronasto pa švicarska, v konkurenci enajstih reprezentanc. Olimpijski turnir je štel tudi za Svetovno hokejsko prvenstvo.

## Dobitniki medalj
| Zlato | Srebro | Bron |
| KanadaCharles Delahay Frank Fisher Louis Hudson Norbert Mueller Herbert Plaxton Hugh Plaxton Roger Plaxton John Porter Frank Sullivan Joseph Sullivan Ross Taylor David Trottier | ŠvedskaCarl Abrahamsson Emil Bergman Birger Holmqvist Gustaf Johansson Henry Johansson Nils Johansson Ernst Karlberg Erik Larsson Bertil Linde Sigfrid Öberg Wilhelm Petersén Kurt Sucksdorff | ŠvicaGiannin Andreossi Mezzi Andreossi Robert Breiter Louis Dufour Charles Fasel Albert Geromini Fritz Kraatz Arnold Martignoni Heini Meng Anton Morosani Luzius Rüedi Richard Torriani |

## Končni vrstni red
1. Kanada
2. Švedska
3. Švica
4. Združeno kraljestvo
5. Francija
6. Avstrija
7. Češkoslovaška
8. Belgija
9. Poljska
10. Nemčija
11. Madžarska